# Sagittarius Rising
Im Buch Sagittarius Rising beschreibt der britische Autor Cecil Lewis (1898–1997) seine Zeit als Pilot im Ersten Weltkrieg und Fluglehrer im China der 1920er-Jahre. Es wurde 1936 erstmals veröffentlicht.
Mit 17 Jahren begann Lewis seine Karriere als Pilot der Royal Air Force, als er nach Frankreich entsandt wurde. Dort kämpfte er in der No. 56 Squadron unter anderem gegen den „Roten Baron“ und in der verlustreichen Schlacht an der Somme. Lewis beschreibt die Liebe zum Fliegen und die Sinnlosigkeit des Krieges.
Bis heute gilt „Sagittarius Rising“ als eines der bedeutendsten Bücher über Kampfpiloten im Ersten Weltkrieg. Bernhard Shaw beschrieb Lewis’ Arbeit als das Werk eines „Denkers, Meister der Worte, und eine Art von Poet“.
Das Werk wurde 1976 von Regisseur Jack Gold unter dem Titel Aces High (deutscher Titel: Schlacht in den Wolken) mit Malcolm McDowell in der Hauptrolle verfilmt.
Im Dezember 2008 erschien im Eichborn Verlag eine deutsche Neuausgabe unter dem Titel Schütze im Steigflug, übersetzt und mit einem Nachwort von Klaus Binder (Die Andere Bibliothek, Band 288).